# Porte Saint-Pierre (Firminy)
Pour les articles homonymes, voir Porte Saint-Pierre.
La porte Saint-Pierre est le monument le plus ancien de Firminy (Loire, France).
La porte est le seul vestiges matériels de l'église Saint-Pierre construite au XIIe siècle et détruite en 1932. Sur le linteau de la porte, on peut observer l'agneau pascal, des anges, saint Martin (à gauche) et saint Pierre (à droite).
Elle est inscrite au titre des monuments historiques depuis juillet 1927.